# Erik Molberg Hansen
Erik Molberg Hansen (* 12. Mai 1966 in Kopenhagen, Dänemark) ist ein dänischer Kameramann und Fotograf.

## Leben
Molberg war Mitte der 1980er Jahre Austauschstudent in Istanbul, wo er durch Zufall in einem Wochenmagazin einen Job als Reportagefotograf annahm. Über seine weitere Arbeit als Assistent eines amerikanischen Dokumentarfilmers in der Türkei, kam er mit dem Medium Film in Berührung und wurde später Mode- und Werbefotograf in Hamburg. Anschließend begann er 1995 ein Studium an der Den Danske Filmskole, welches er 1999 abschloss. Dort lernte er die spätere dänische Regisseurin Pernille Fischer Christensen kennen und war nicht nur bei ihrem Abschlussfilm Indien, sondern auch bei ihrem Kurzfilm Habibti min elskede und Spielfilmdebüt En Soap als Kameramann verantwortlich.
Nachdem er bereits sowohl für seine Kameraarbeit an dem Politthriller Fluerne på væggen als auch am Drama En Soap für den renommierten dänischen Filmpreis Robert als Bester Kameramann nominiert wurde, erhielt er ebenfalls eine Nominierung des schwedischen Filmpreises Guldbagge als Bester Kameramann für sein schwedisches Kameradebüt im Drama Bessere Zeiten.

## Filmografie (Auswahl)
- 1999: Indien
- 2002: Habibti min elskede
- 2003: Når vi skilles
- 2004: Rejsen på ophavet
- 2005: Fluerne på væggen
- 2006: Duften af Beirut
- 2006: En Soap
- 2007: Wen man liebt (Den man älskar)
- 2008: Spillets regler
- 2008: Vi hade i alla fall tur med vädret igen!
- 2009: Vanvittig forelsket
- 2010: Aung San Suu Kyi
- 2010: Bahrain: Pearl of the Gulf
- 2010: Bessere Zeiten (Svinalängorna)
- 2010: Nastyas Hjerte
- 2011: Night Hunt – Die Zeit des Jägers (Försvunnen)
- 2018: Astrid (Unga Astrid)
- 2022:  Speak No Evil (Gæsterne)

## Auszeichnungen
Robert
- 2006: Beste Kamera – Fluerne på væggen (nominiert)
- 2007: Beste Kamera – En soap (nominiert)

Guldbagge
- 2011: Beste Kamera – Bessere Zeiten (nominiert)

## Ausstellungen
- 2003: Under the Sky, Above the Ground (Ingrid Hansen Gallery, Washington, D.C.)
- 2003: Playground # 1 (Galleri 24B, Kopenhagen)[4]